# Такамацу
Такамацу (јап. 高松市) град је у Јапану у префектури Кагава. Према попису становништва из 2005. у граду је живело 337.895 становника.

## Становништво
Према подацима са пописа, у граду је 2005. године живело 337.895 становника.
| 1995.   | 2000.   | 2005.   |
| ------- | ------- | ------- |
| 334.731 | 336.505 | 337.895 |